# Mszanka
Mszanka [pronunciación en polaco: /ˈmʂaŋka/] es un pueblo ubicado en el distrito administrativo de Gmina Wola Uhruska, dentro del Condado de Włodawa, Voivodato de Lublin, en Polonia oriental, cercano a la frontera con Ucrania. Se encuentra aproximadamente a 5 kilómetros al oeste de Wola Uhruska, a 25 kilómetros al sur de Włodawa, y a 71 kilómetros al este de la capital regional Lublin.